# تيمولاي المركز (تمولاي)
تيمولاي المركز هي إحدى مشيخات المملكة المغربية، تتبع جغرافيا لإقليم كلميم وإداريًا لتمولاي. يقدر عدد سكانها بـ 2332 نسمة حسب الإحصاء الرسمي للسكان والسكنى لسنة 2004.